# Fauguerolles
Fauguerolles is een gemeente in het Franse departement Lot-et-Garonne (regio Nouvelle-Aquitaine). De plaats maakt deel uit van het arrondissement Marmande. In de gemeente ligt spoorwegstation Gontaud-Fauguerolles. Fauguerolles telde op 1 januari 2022 827 inwoners.

## Geografie
De oppervlakte van Fauguerolles bedroeg op 1 januari 2022 6,93 vierkante kilometer; de bevolkingsdichtheid was toen 119,3 inwoners per km².

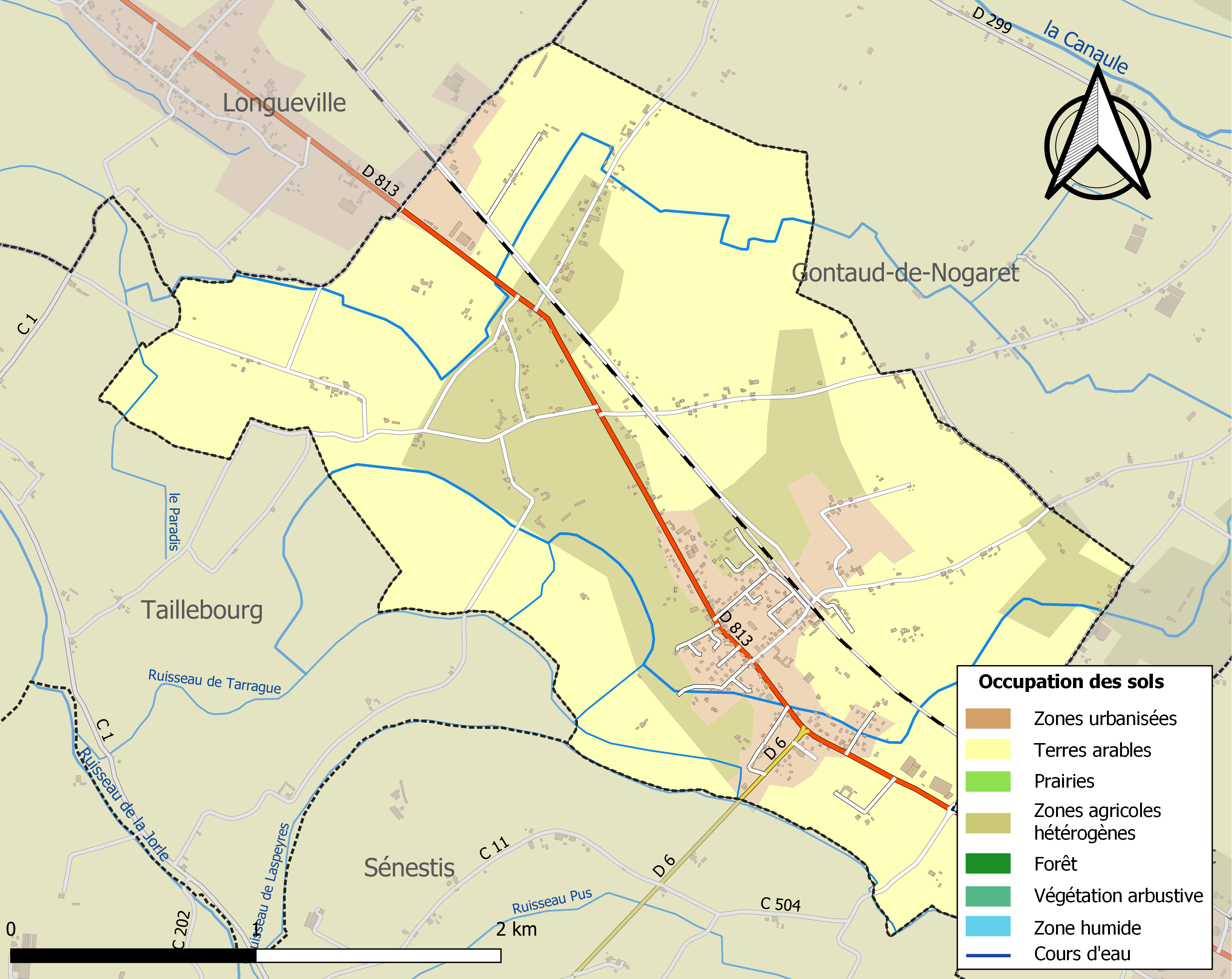
Kaart van de gemeente met de belangrijkste infrastructuur, bodemgebruik en omliggende gemeenten

## Demografie
Onderstaande figuur toont het verloop van het inwonertal (bron: INSEE-tellingen).